# Хирсово (Разградська область)
Хи́рсово (болг. Хърсово) — село в Разградській області Болгарії. Входить до складу общини Самуїл.

## Населення
За даними перепису населення 2011 року у селі проживали 464 особи.
Національний склад населення села:
| Національність   | Кількість осіб | Відсоток |
| ---------------- | -------------- | -------- |
| болгари          | 229            | 55,0%    |
| турки            | 150            | 36,1%    |
| інша             | 31             | 7,5%     |
| Всього відповіли | 416            |          |

Розподіл населення за віком у 2011 році:
Динаміка населення: